# Bowerbankia composita
Bowerbankia composita är en mossdjursart som beskrevs av Arnold Girard Kluge 1955. Bowerbankia composita ingår i släktet Bowerbankia och familjen Vesiculariidae. Inga underarter finns listade i Catalogue of Life.